# Weston McKennie
Weston James Earl McKennie (Little Elm, 1998. augusztus 28. –) amerikai válogatott labdarúgó, középpályás, a Juventus játékosa.

## Pályafutása

### Klubcsapatokban
Texasban töltötte kisgyermekkorát, de 6 éves korától Németországban élt, itt ismerkedett meg a labdarúgás alapjaival a Phönix Otterbach csapatánál, majd 2009-ben visszatért Amerikába. 2016-ban visszatért Németországba és csatlakozott a Schalke akadémiájához ahova a Dallas csapatától érkezett. 2016 júliusában profi szerződést ajánlott neki a Dallas csapata, de ő ezt elutasította és csatlakozott a német klubhoz. 2017. május 20-án mutatkozott be az FC Ingolstadt 04 ellen csereként. Szeptemberben profi szerződést kötött a klubbal, amely 5 évre szólt. A 2017-18-as szezonban sikerült a csapat meghatározó játékosává válnia.

### Juventus
2020. augusztus 29-én bejelentették, hogy egy évre kölcsönadták az olasz Juventusnak 4.5 millió euróért elővásárlási opcióval. A végleges vásárlás esetén további 25.5 millió eurót kell még az olaszoknak fizetniük.
Szeptember 20-án debütált, majd a teljes 90. percet végigjátszotta a Sampdoria elleni hazai 3–0-s győztes bajnokin.
Október 28-án a BL csoportkör második mérkőzésén a Barcelona ellen mutatkozott be a 2–0-ra elvesztett találkozón.
November 1-jén hazai környezetben megszerezte első asszisztját a Spezia ellen, a 4–1-s mérkőzés nyitógóljánál Álvaro Morata-t szolgálta ki.
November 24-én történelmet írt Olaszországban, miután a Ferencváros elleni BL mérkőzésen amerikai játékosként kezdőként lépett pályára.
December 5-én szerezte első gólját, hazai környezetben a Torino elleni 2–1-s bajnokin, a 77. percben egyenlítő gólt jegyzett.
Három nap múlva a BL-ben is megszerezte első találatát a Barcelona otthonában, a 3–0-ra nyert mérkőzés második gólját szerezte ollózásból a 20. percben. A győzelemnek köszönhetően a csoportkörben az első helyen végeztek.
2021. január 6-án szerezte harmadik találatát, a bajnokságot vezető Milan vendégeként, a 3–1-s győztes mérkőzésén. 
Március 3-án a klub élt opciójával, és kivásárolta a Schalke 04 kötelékéből, egy négyéves szerződésben állapodtak meg.
Május 19-én olasz kupagyőztes lett, miután a döntőben legyőzték 2–1-re az Atalanta csapatát, a 31. percben: első találatnál gólpasszt adott Dejan Kulusevskinek.

#### Leeds United(kölcsönben)
2023. január 30-án a Leeds opciós joggal kölcsönvette a Juventus együttesétől.
Február 5-én csereként debütált a Nottingham Forest vendégeként, az 1–0-ra elvesztett bajnoki 57. percében állt be Marc Roca-t váltva, három nap múlva kezdőként lépett pályára a Manchester United elleni 2–2-n.
Február 28-án mutatkozott be az angol kupasorozatban, idegenbeli környezetben a Fulham elleni 2–0-ra elvesztett mérkőzésen.

### A válogatottban
Többszörös korosztályos válogatott játékos. 2017. november 14-én góllal mutatkozott be a felnőttek között a Portugália elleni felkészülési találkozón. Tagja volt a 2019-es CONCACAF-aranykupán résztvevő keretnek.

## Statisztika
2023. február 28-i állapot szerint.
| Klub                   | Szezon           | Bajnokság        | Bajnokság | Bajnokság | Kupa  | Kupa  | Ligakupa | Ligakupa | Nemzetközi | Nemzetközi | Egyéb | Egyéb | Összes | Összes |
| Klub                   | Szezon           | Liga             | Mérk.     | Gólok     | Mérk. | Gólok | Mérk.    | Gólok    | Mérk.      | Gólok      | Mérk. | Gólok | Mérk.  | Gólok  |
| ---------------------- | ---------------- | ---------------- | --------- | --------- | ----- | ----- | -------- | -------- | ---------- | ---------- | ----- | ----- | ------ | ------ |
| Schalke 04             | 2016/17          | Bundesliga       | 1         | 0         | 0     | 0     | —        | —        | —          | —          | —     | —     | 1      | 0      |
| Schalke 04             | 2017/18          | Bundesliga       | 22        | 0         | 3     | 0     | —        | —        | —          | —          | —     | —     | 25     | 0      |
| Schalke 04             | 2018/19          | Bundesliga       | 24        | 1         | 3     | 0     | —        | —        | 6          | 1          | —     | —     | 33     | 2      |
| Schalke 04             | 2019/20          | Bundesliga       | 28        | 3         | 4     | 0     | —        | —        | —          | —          | —     | —     | 32     | 3      |
| Schalke 04             | Összesen         | Összesen         | 75        | 4         | 10    | 0     | —        | —        | 6          | 1          | —     | —     | 91     | 5      |
| Juventus (kölcsön)     | 2020/21          | Serie A          | 34        | 5         | 4     | 0     | —        | —        | 7          | 1          | 1     | 0     | 46     | 6      |
| Juventus               | 2021/22          | Serie A          | 21        | 3         | 1     | 0     | —        | —        | 6          | 0          | 1     | 1     | 29     | 4      |
| Juventus               | 2022/23          | Serie A          | 15        | 1         | 1     | 0     | —        | —        | 5          | 2          | —     | —     | 21     | 3      |
| Juventus               | Összesen         | Összesen         | 70        | 9         | 6     | 0     | —        | —        | 18         | 3          | 2     | 1     | 96     | 13     |
| Leeds United (kölcsön) | 2022/23          | Premier League   | 5         | 0         | 1     | 0     | —        | —        | —          | —          | —     | —     | 6      | 0      |
| Leeds United (kölcsön) | Összesen         | Összesen         | 5         | 0         | 1     | 0     | 0        | 0        | 0          | 0          | 0     | 0     | 6      | 0      |
| KARRIER ÖSSZESEN       | KARRIER ÖSSZESEN | KARRIER ÖSSZESEN | 150       | 13        | 17    | 0     | 0        | 0        | 24         | 4          | 2     | 1     | 193    | 18     |

Jegyzetek
1. 1 2 3 4  Mérkőzése(i) a(z) Bajnokok Ligájában
2. 1 2   Mérkőzése(i) a(z) Supercoppa Italiana-ban

### A válogatottban
| Egyesült Államok | Egyesült Államok | Egyesült Államok |
| Év               | Mérk.            | Gólok            |
| ---------------- | ---------------- | ---------------- |
| 2017             | 1                | 1                |
| 2018             | 6                | 0                |
| 2019             | 12               | 5                |
| 2020             | 2                | 0                |
| 2021             | 7                | 2                |
| 2022             | 13               | 1                |
| 2023             | 3                | 2                |
| Összesen         | 44               | 11               |

#### Góljai a válogatottban
| #  | Időpont            | Helyszín                                                         | Ellenfél   | Gólok | Eredmény | Kiírás                                         |
| -- | ------------------ | ---------------------------------------------------------------- | ---------- | ----- | -------- | ---------------------------------------------- |
| 1  | 2017. november 14. | Estádio Dr. Magalhães Pessoa, Leiria, Portugália                 | Portugália | 1–0   | 1–1      | Barátságos mérkőzés                            |
| 2  | 2019. június 30.   | Lincoln Financial Field, Philadelphia, Amerikai Egyesült Államok | Curaçao    | 1–0   | 1–0      | 2019-es CONCACAF-aranykupa                     |
| 3  | 2019. július 3.    | Nissan Stadion, Nashville, Amerikai Egyesült Államok             | Jamaica    | 1–0   | 3–1      | 2019-es CONCACAF-aranykupa                     |
| 4  | 2019. október 11.  | Audi Field, Washington, Amerikai Egyesült Államok                | Kuba       | 1–0   | 7–0      | 2019–2020-as CONCACAF-nemzetek ligája (A liga) |
| 5  | 2019. október 11.  | Audi Field, Washington, Amerikai Egyesült Államok                | Kuba       | 2–0   | 7–0      | 2019–2020-as CONCACAF-nemzetek ligája (A liga) |
| 6  | 2019. október 11.  | Audi Field, Washington, Amerikai Egyesült Államok                | Kuba       | 4–0   | 7–0      | 2019–2020-as CONCACAF-nemzetek ligája (A liga) |
| 7  | 2021. június 6.    | Empower Field at Mile High, Denver, Amerikai Egyesült Államok    | Mexikó     | 2–2   | 3–2      | 2019–2020-as CONCACAF-nemzetek ligája (A liga) |
| 8  | 2021. november 12. | TQL Stadion, Cincinnati, Amerikai Egyesült Államok               | Mexikó     | 2–0   | 2–0      | 2022-es VB-selejtező                           |
| 9  | 2022. február 2.   | Allianz Field, Saint Paul, Amerikai Egyesült Államok             | Honduras   | 1–0   | 3–0      | 2022-es VB-selejtező                           |
| 10 | 2023. március 24.  | Kirani James Athletic Stadion, St. George’s, Grenada             | Grenada    | 3–0   | 7–1      | 2022–2023-as CONCACAF-nemzetek ligája (A liga) |
| 11 | 2023. március 24.  | Kirani James Athletic Stadion, St. George’s, Grenada             | Grenada    | 4–1   | 7–1      | 2022–2023-as CONCACAF-nemzetek ligája (A liga) |

## Sikerei, díjai
- Juventus
  - Supercoppa Italiana: 2020
  - Coppa Italia: 2020/21
- Egyesült Államok
  - CONCACAF Nemzetek ligája győztes (2): 2019–20, 2022–23
  - CONCACAF-aranykupa második helyezett

#### Egyéni
- Az év amerikai labdarúgója: 2020
- A CONCACAF Nemzetek Ligája torna játékosa: 2021